# Bousignies-sur-Roc
Bousignies-sur-Roc est une commune française située dans le département du Nord, en région Hauts-de-France.

## Géographie

### Localisation
Cette commune du Hainaut français se trouve dans une curieuse disposition frontalière : 70 % des limites de la commune sont la frontière franco-belge ; sept routes carrossables relient le village aux communes voisines, dont une seule commune française (Cousolre), les six autres routes conduisent en Belgique.
La commune est entourée de bois parcourus par des chemins de douaniers. Elle possède une carrière de calcaire (Dhordain), dont la seule entrée est en Belgique, à Bersillies-l'Abbaye. Du côté ouest, la frontière belge suit la Thure, ce qui la rend sinueuse.
Les communes voisines sont :  Erquelinnes, Beaumont (en Belgique) et Cousolre, en France.

### Hydrographie

#### Réseau hydrographique
La commune est située dans le bassin Artois-Picardie. Elle est drainée par le Hante, la Thure, la Chapelle du Fond des Gouttes, le ruisseau de Sous le bois et divers autres petits cours d'eau,.
La Hante, d'une longueur de 62 km, prend sa source dans la commune de L'Abergement-Clémenciat et se jette  dans la Sambre canalisée à L'Abergement-Clémenciat, après avoir traversé deux communes.
La Thureest un cours d'eau qui prend sa source en Belgique, d'une longueur de 25 km, entre en France dans la commune de Hestrud et se jette  dans la Sambre canalisée en Belgique, dans la commune d'Erquelinnes.

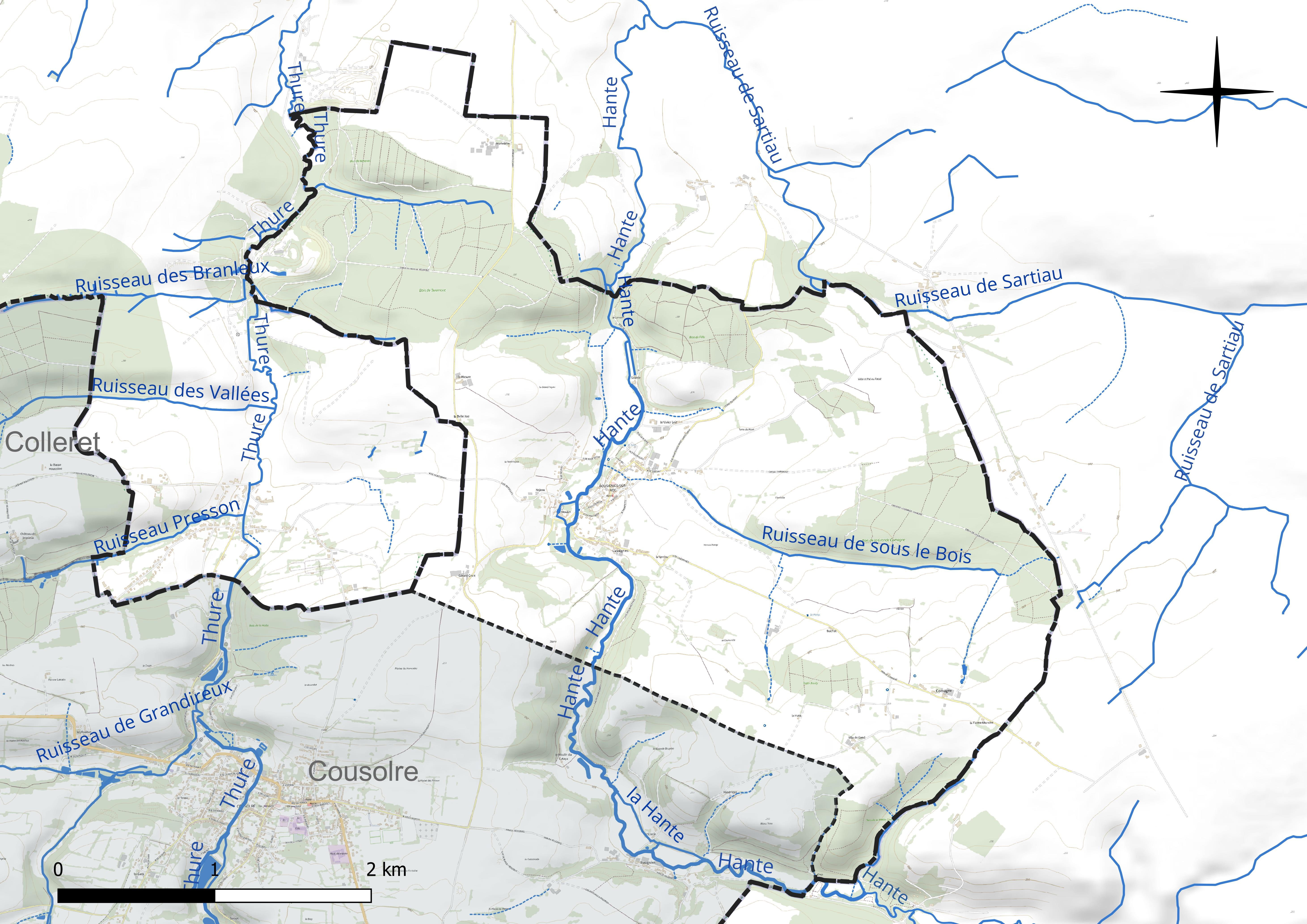
Réseau hydrographique de Bousignies-sur-Roc.

#### Gestion et qualité des eaux
Le territoire communal est couvert par le schéma d'aménagement et de gestion des eaux (SAGE) « Sambre ». Ce document de planification concerne un territoire de 1 253 km2 de superficie, délimité par le bassin versant de la Sambre. Le périmètre a été arrêté le 1er novembre 2003 et le SAGE proprement dit a été approuvé le 21 septembre 2012, puis modifié le 18 août 2022. La structure porteuse de l'élaboration et de la mise en œuvre est le syndicat mixte du Parc naturel régional de l'Avesnois.
La qualité des cours d'eau peut être consultée sur un site dédié géré par les agences de l'eau et l'Agence française pour la biodiversité.

### Climat
Pour des articles plus généraux, voir Climat des Hauts-de-France et Climat du Nord.
En 2010, le climat de la commune est de type climat des marges montargnardes, selon une étude du CNRS s'appuyant sur une série de données couvrant la période 1971-2000. En 2020, Météo-France publie une typologie des climats de la France métropolitaine dans laquelle la commune est exposée à un climat océanique altéré et est dans la région climatique  Nord-est du bassin Parisien, caractérisée par un ensoleillement médiocre, une pluviométrie moyenne régulièrement répartie au cours de l'année et un hiver froid (3 °C).
Pour la période 1971-2000, la température annuelle moyenne est de 10 °C, avec une amplitude thermique annuelle de 15,1 °C. Le cumul annuel moyen de précipitations est de 884 mm, avec 13 jours de précipitations en janvier et 9,4 jours en juillet. Pour la période 1991-2020, la température moyenne annuelle observée sur la station météorologique la plus proche, située sur la commune de Saint-Hilaire-sur-Helpe à 25 km à vol d'oiseau, est de 10,5 °C et le cumul annuel moyen de précipitations est de 802,4 mm,. Pour l'avenir, les paramètres climatiques de la commune estimés pour 2050 selon différents scénarios d'émission de gaz à effet de serre sont consultables sur un site dédié publié par Météo-France en novembre 2022.

## Urbanisme

### Typologie
Au 1er janvier 2024, Bousignies-sur-Roc est catégorisée commune rurale à habitat dispersé, selon la nouvelle grille communale de densité à sept niveaux définie par l'Insee en 2022.
Elle est située hors unité urbaine. Par ailleurs la commune fait partie de l'aire d'attraction de Charleroi (partie française), dont elle est une commune de la couronne,. Cette aire, qui regroupe 1 communes, est catégorisée dans les aires de 200 000 à moins de 700 000 habitants,.

### Occupation des sols
L'occupation des sols de la commune, telle qu'elle ressort de la base de données européenne d'occupation biophysique des sols Corine Land Cover (CLC), est marquée par l'importance des territoires agricoles (62,2 % en 2018), une proportion sensiblement équivalente à celle de 1990 (62,9 %). La répartition détaillée en 2018 est la suivante : 
prairies (43,3 %), forêts (32 %), terres arables (16,3 %), zones urbanisées (4,3 %), zones agricoles hétérogènes (2,6 %), milieux à végétation arbustive et/ou herbacée (1,5 %). L'évolution de l'occupation des sols de la commune et de ses infrastructures peut être observée sur les différentes représentations cartographiques du territoire : la carte de Cassini (XVIIIe siècle), la carte d'état-major (1820-1866) et les cartes ou photos aériennes de l'IGN pour la période actuelle (1950 à aujourd'hui).

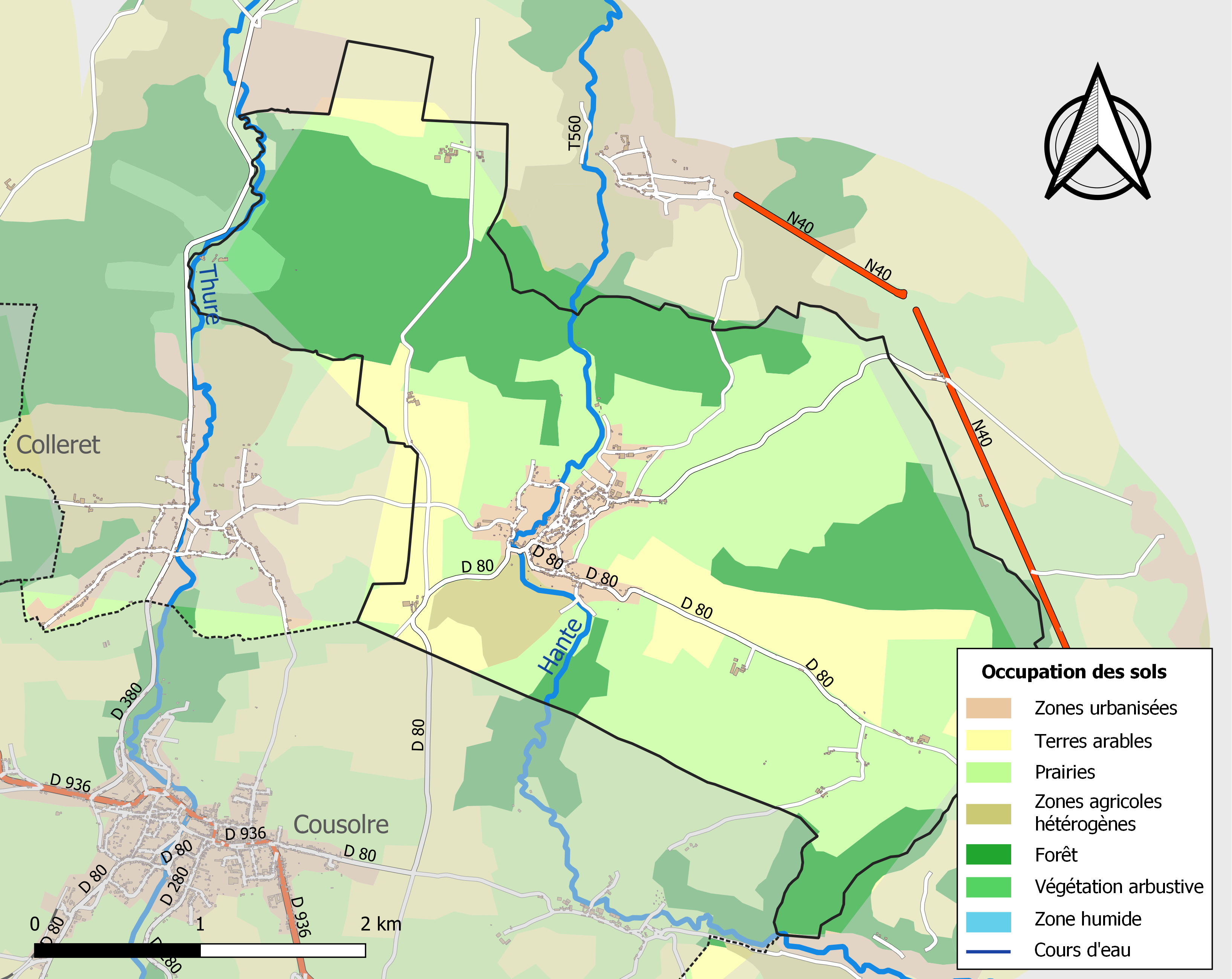
Carte des infrastructures et de l'occupation des sols de la commune en 2018 (CLC).

### Voies de communication et transports
La commune est desservie, en 2024, par le service de transport à la demande du réseau Stibus.

## Histoire
Bousignies-sur-Roc fut d'abord une partie de la commune de Cousolre, puis devint une commune à part entière appartenant au chapitre des Dames Chanoinesses de Maubeuge ainsi qu'à l'Abbaye des Dames de Beaumont qui y a déclaré des terres.
Le village fut rattaché à la France, en même temps que Maubeuge à la signature du traité de Nimègue (1678).
Semi-enclavé en Belgique, son territoire fit l'objet d'une demande d'échange par l'Autriche à l'occasion du traité de Ryswick, qui connut une issue étrange et inédite.
Lors des Conventions de Limites de 1699, faisant suite au traité de Ryswick, voulant sécuriser la route stratégique de Mons à Beaumont qui rejoint également Chimay, l'Autriche demanda la cession du village de Bousignies-sur-Roc en échange de celui de Bersillies-l'Abbaye. L'argument autrichien tenait au fait que la route en question jouxtait pratiquement la frontière à hauteur du bois de la Grande Comagne, face à Thirimont. L'Autriche soutenait que cette proximité permettait à la France de couper cette route stratégique à tout moment en massant des troupes dans le bois de la Grande Comagne. L'Autriche avait déjà obtenu précédemment, en échange de Rousies, Ferrière-la-Grande et Ferrière-la-Petite, les villages de Givry, de Montignies-Saint-Christophe, de Hantes et de Wihéries ainsi que la Cense de la Neuville à Solre-sur-Sambre ; ces villages, alors français, coupaient effectivement la route de Mons à Beaumont.
Dans le cas de Bousignies-sur-Roc, la France refusa la demande autrichienne avec un argument assez inattendu. Les négociateurs français rappelèrent qu'en cas de conflit, les villages frontaliers devaient fournir aux armées les chevaux et charrettes nécessaires à leurs besoins (l'ancien ost du Moyen Âge). Un comptage montra que le village de Bousignies-sur-Roc comptait deux fois plus de chevaux que celui de Bersillies-l'Abbaye. L'échange devenait alors inéquitable.
Bousignies-sur-Roc est aussi le dernier village du Hainaut français à avoir eu, sur son territoire, une enclave des Pays-Bas autrichiens : la terre du Culot du Bois rattachée à la commune au moment du traité de Courtrai (1827).
Pendant la Première Guerre mondiale, lors de la tentative française de repousser l'avancée allemande venue de Belgique vers l'Avesnois, des troupes françaises séjournent à Bousignies-sur-Roc le 24 août 1914 avec mission de soutenir les forces présentes en Belgique à Fontaine-Valmont, à Sartiau (commune belge de Beaumont). Ces troupes devront se replier sur Solre-le-Château. Ces mouvements ont lieu lors de la Bataille des Frontières qui sera suivie de la Grande Retraite.
Bousignies-sur-Roc connut un massacre, le 15 mai 1940, durant l'exode de Belges. Une escadrille de stukas allemands bombarda et mitrailla en piqué une colonne de réfugiés civils belges dans la Côte de Gérard-Croix, et fit 82 morts parmi eux.

Le 26 mars 1944, un avion de la Royal Air Force s'est écrasé sur le territoire de la commune. Un petit mémorial érigé rue Terre du Mont, commémore cet événement. 

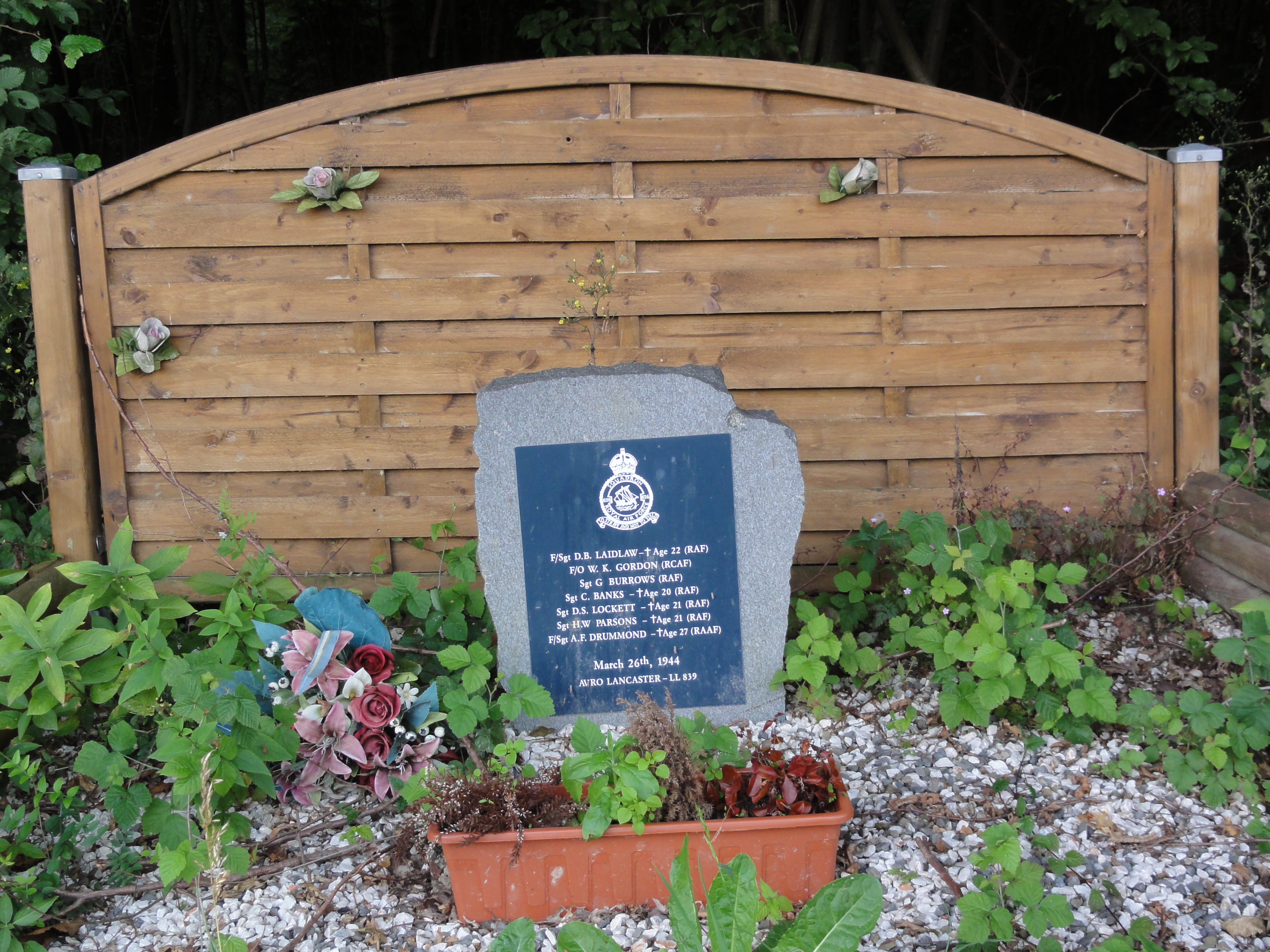
Le mémorial.

### Administration municipale

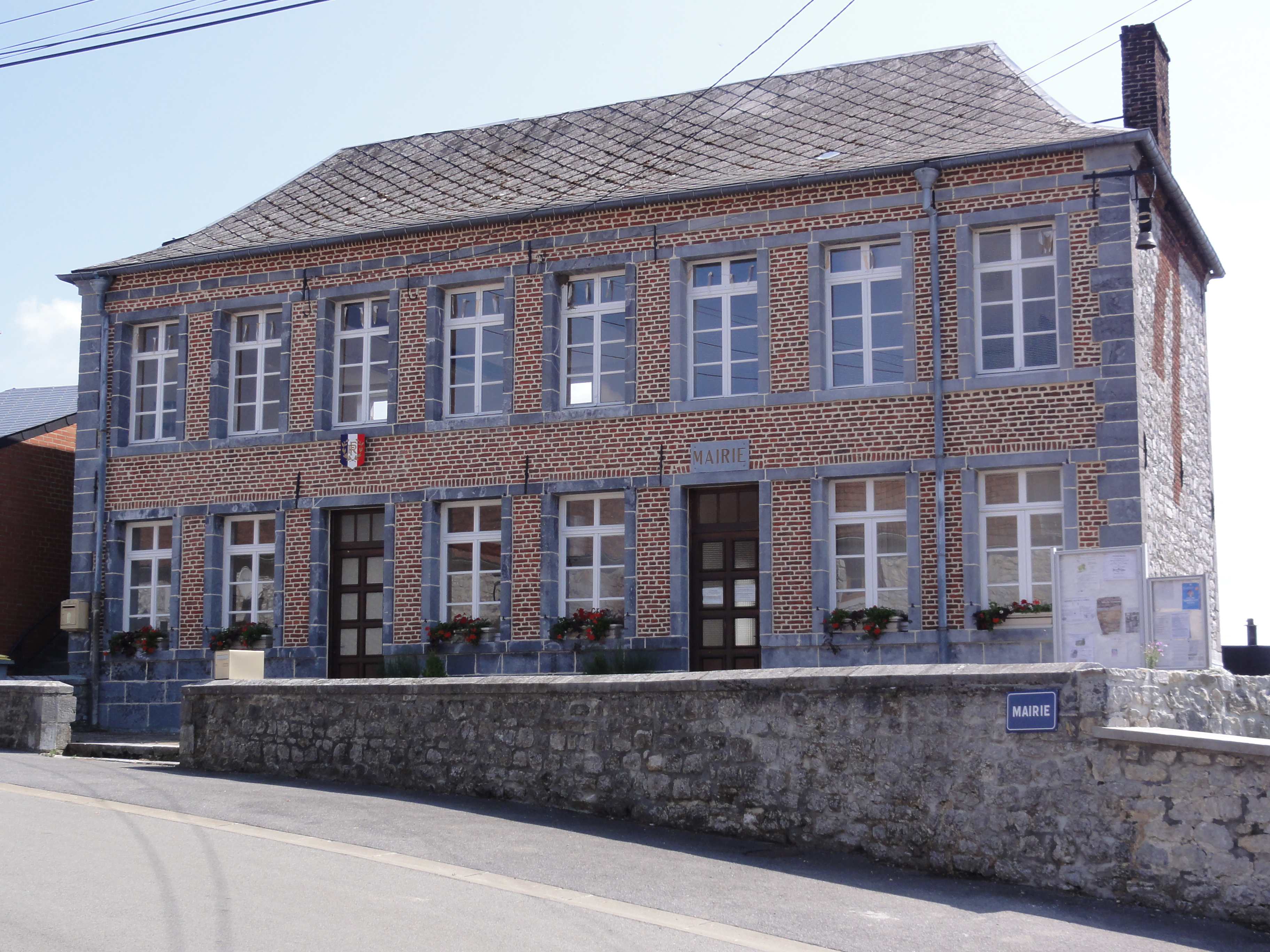
La mairie.

## Politique et administration

### Liste des maires
Maire en 1802-1803 : Adrien Matagne.
Maire en 1807 : Hubert.

Maire en 1808 : Matagne.
| Période                                  | Période   | Identité        | Étiquette | Qualité               |
| ---------------------------------------- | --------- | --------------- | --------- | --------------------- |
|                                          | 1999      | Arthur Guérin   |           |                       |
| 1999                                     | mars 2008 | Fernand Fromont |           | agriculteur           |
| mars 2008                                | juin 2020 | Daniel Massart  |           | Professeur des écoles |
| juin 2020                                | En cours  | Aurélie Welonek |           | Gestionnaire locative |
| Les données manquantes sont à compléter. |           |                 |           |                       |

## Population et société

### Démographie

#### Évolution démographique
L'évolution du nombre d'habitants est connue à travers les recensements de la population effectués dans la commune depuis 1793. Pour les communes de moins de 10 000 habitants, une enquête de recensement portant sur toute la population est réalisée tous les cinq ans, les populations de référence des années intermédiaires étant quant à elles estimées par interpolation ou extrapolation. Pour la commune, le premier recensement exhaustif entrant dans le cadre du nouveau dispositif a été réalisé en 2005.

En 2022, la commune comptait 374 habitants, en évolution de −7,65 % par rapport à 2016 (Nord : +0,51 %, France hors Mayotte : +2,11 %).
| 1793 | 1800 | 1806 | 1821 | 1831 | 1836 | 1841 | 1846 | 1851 |
| ---- | ---- | ---- | ---- | ---- | ---- | ---- | ---- | ---- |
| 351  | 341  | 502  | 593  | 624  | 635  | 620  | 617  | 591  |

| 1856 | 1861 | 1866 | 1872 | 1876 | 1881 | 1886 | 1891 | 1896 |
| ---- | ---- | ---- | ---- | ---- | ---- | ---- | ---- | ---- |
| 621  | 666  | 694  | 763  | 800  | 810  | 766  | 727  | 695  |

| 1901 | 1906 | 1911 | 1921 | 1926 | 1931 | 1936 | 1946 | 1954 |
| ---- | ---- | ---- | ---- | ---- | ---- | ---- | ---- | ---- |
| 606  | 584  | 595  | 547  | 588  | 557  | 533  | 508  | 510  |

| 1962 | 1968 | 1975 | 1982 | 1990 | 1999 | 2005 | 2006 | 2010 |
| ---- | ---- | ---- | ---- | ---- | ---- | ---- | ---- | ---- |
| 540  | 526  | 531  | 503  | 401  | 410  | 403  | 395  | 432  |

| 2015 | 2020 | 2022 | - | - | - | - | - | - |
| ---- | ---- | ---- | - | - | - | - | - | - |
| 409  | 379  | 374  | - | - | - | - | - | - |

#### Pyramide des âges
En 2018, le taux de personnes d'un âge inférieur à 30 ans s'élève à 27,2 %, soit en dessous de la moyenne départementale (39,5 %). À l'inverse, le taux de personnes d'âge supérieur à 60 ans est de 26,4 % la même année, alors qu'il est de 22,5 % au niveau départemental.
En 2018, la commune comptait 190 hommes pour 204 femmes, soit un taux de 51,78 % de femmes, légèrement supérieur au taux départemental (51,77 %).
Les pyramides des âges de la commune et du département s'établissent comme suit.
| Hommes | Classe d’âge | Femmes |
| ------ | ------------ | ------ |
| 0,0    | 90 ou +      | 1,0    |
| 6,0    | 75-89 ans    | 7,1    |
| 19,7   | 60-74 ans    | 18,9   |
| 27,9   | 45-59 ans    | 25,5   |
| 22,4   | 30-44 ans    | 17,3   |
| 14,8   | 15-29 ans    | 12,8   |
| 9,3    | 0-14 ans     | 17,3   |

| Hommes | Classe d’âge | Femmes |
| ------ | ------------ | ------ |
| 0,5    | 90 ou +      | 1,4    |
| 5,3    | 75-89 ans    | 8,1    |
| 14,8   | 60-74 ans    | 16,2   |
| 19,1   | 45-59 ans    | 18,4   |
| 19,5   | 30-44 ans    | 18,7   |
| 20,7   | 15-29 ans    | 19,1   |
| 20,2   | 0-14 ans     | 18     |

### Enseignement
Bousignies-sur-Roc fait partie de l'académie de Lille.

### Médias
La commune connaît un moment de notoriété dans les médias en 2021, lorsqu'il apparaît qu'un agriculteur belge a déplacé une borne frontalière entre Bousignies-sur-Roc et Erquelinnes, faisant ainsi reculer la frontière entre les deux communes mais aussi entre la France et la Belgique. L'anecdote est relatée dans la presse locale, nationale, et internationale, sur un ton amusé qui évoque de potentielles conséquences diplomatiques.

## Culture et patrimoine

### Lieux et monuments
- Église Sainte-Aldegonde du XVIIIe siècle
- Chapelle de Sainte-Aldegonde datant de 1681
- Monument aux morts
- Mémorial RAF 1944
- Lavoir de 1980
- Kiosque à musique

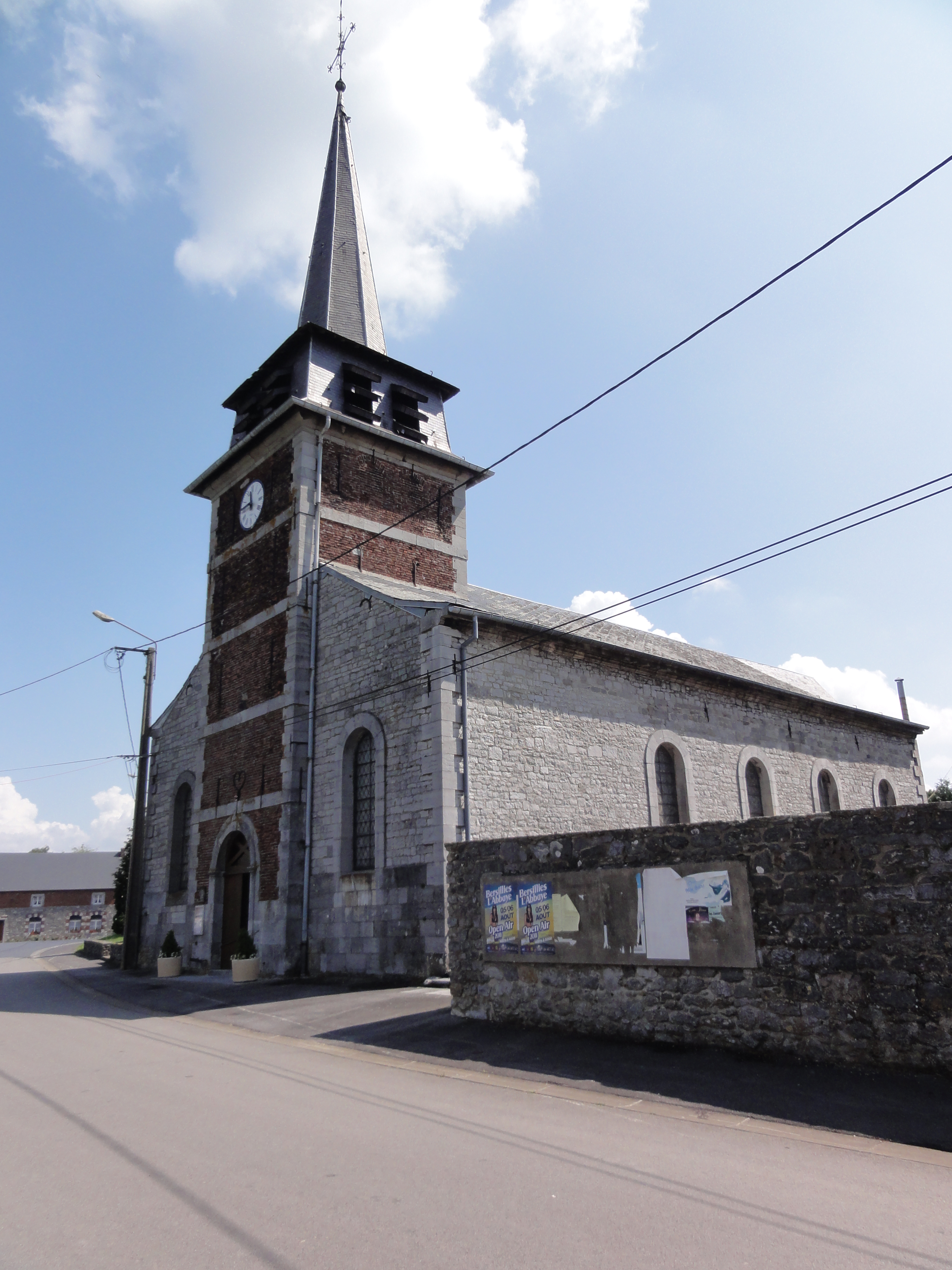
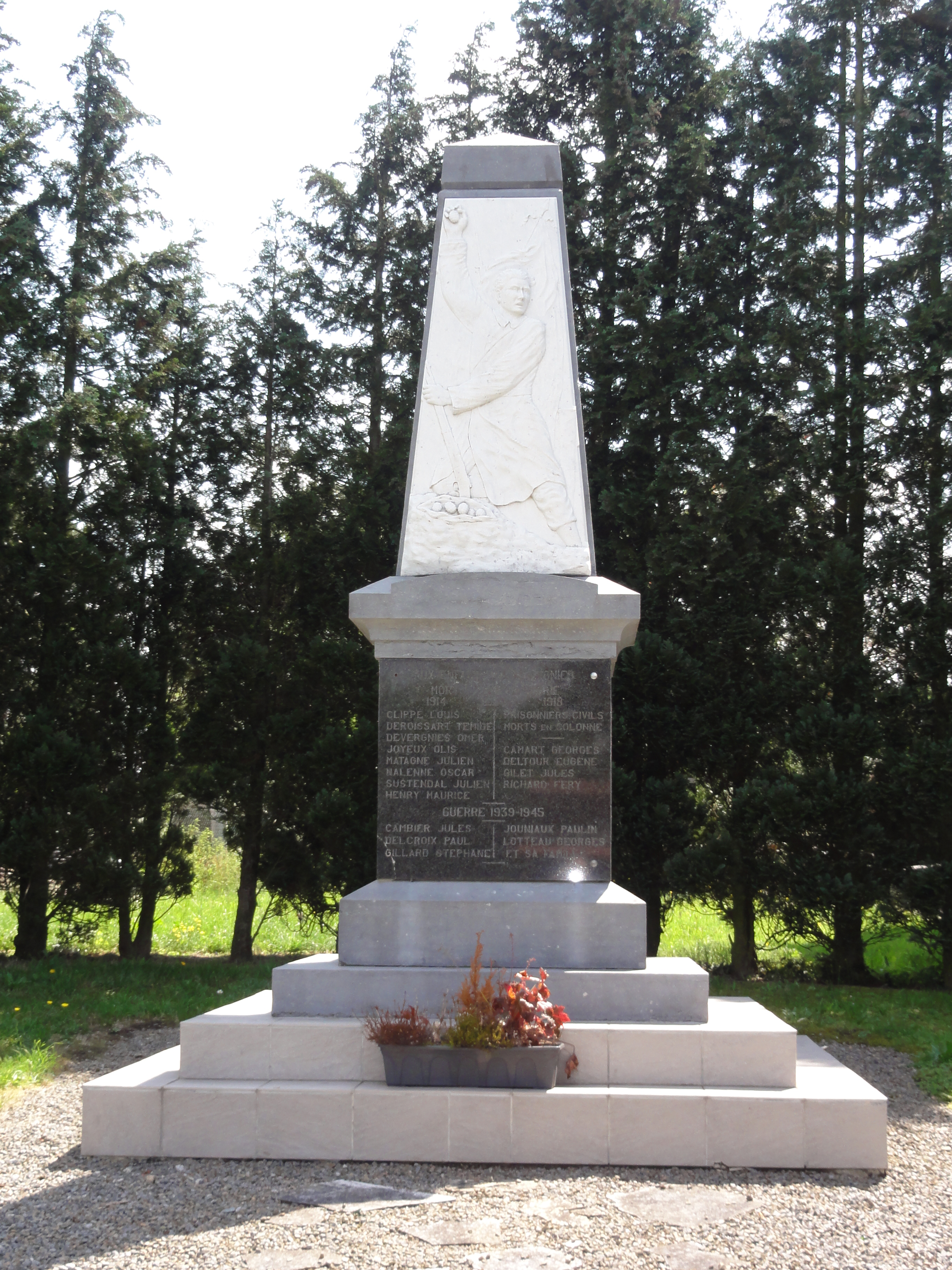
Monument aux morts
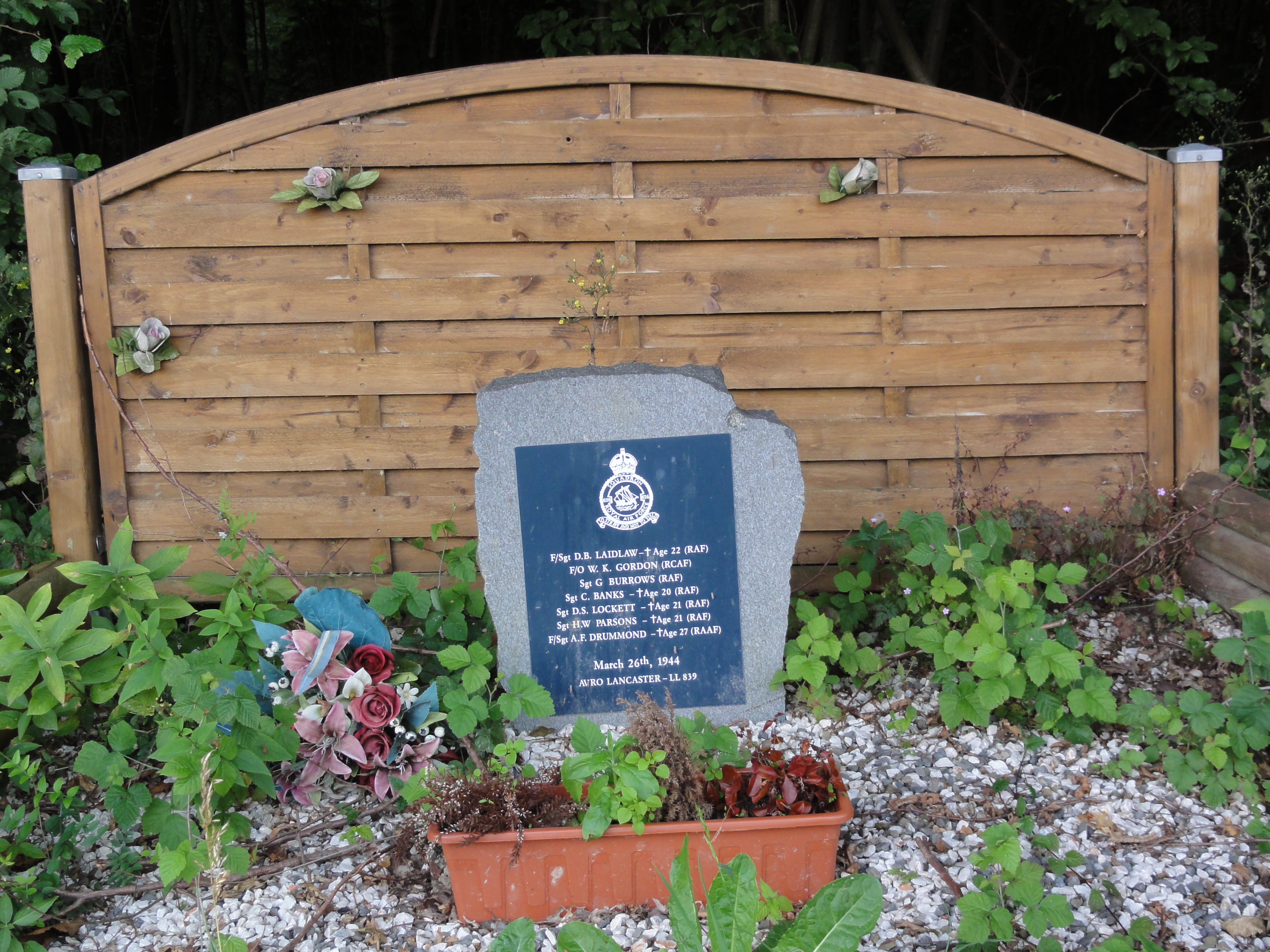
Mémorial RAF 1944
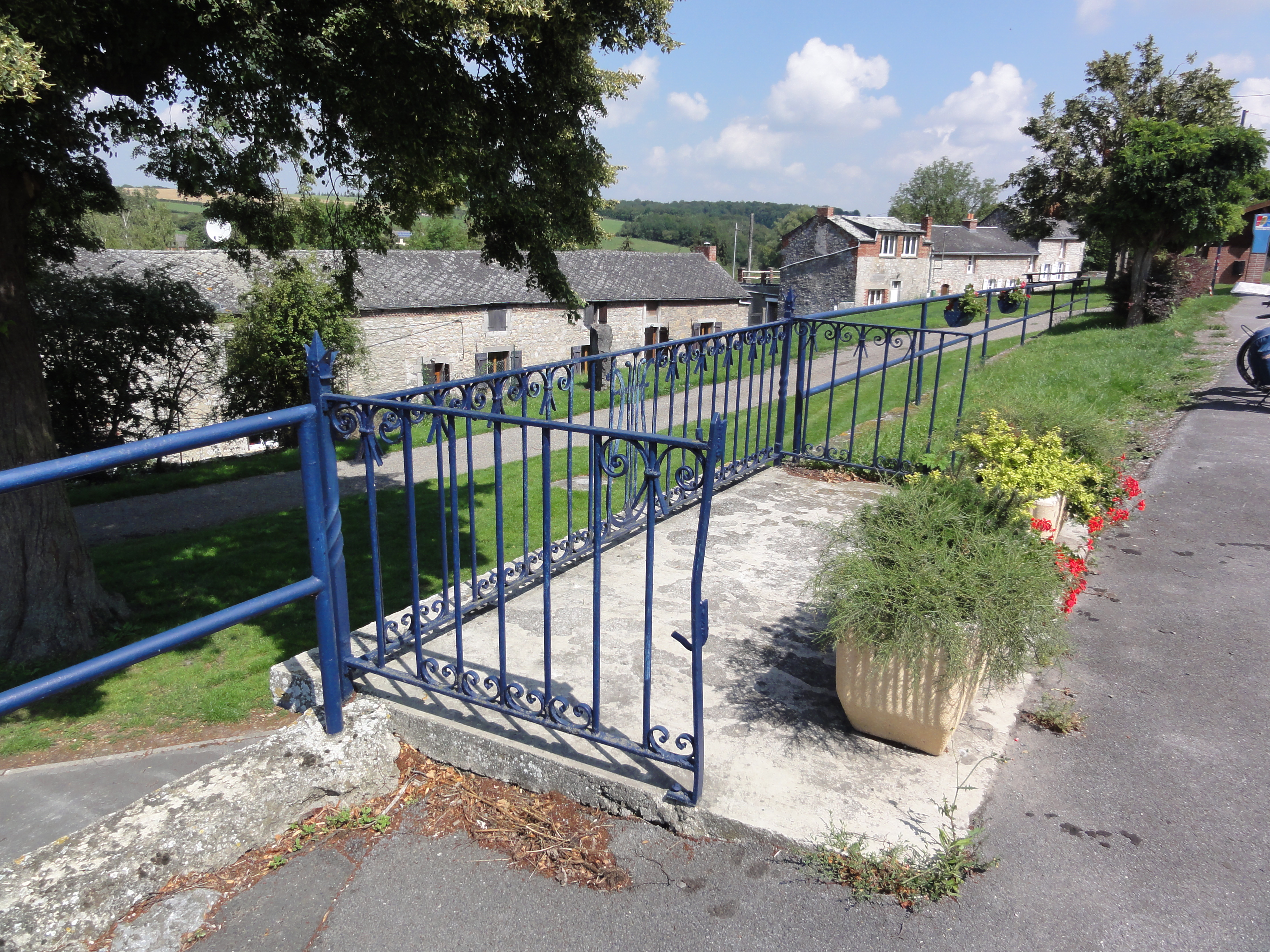
Kiosque à musique
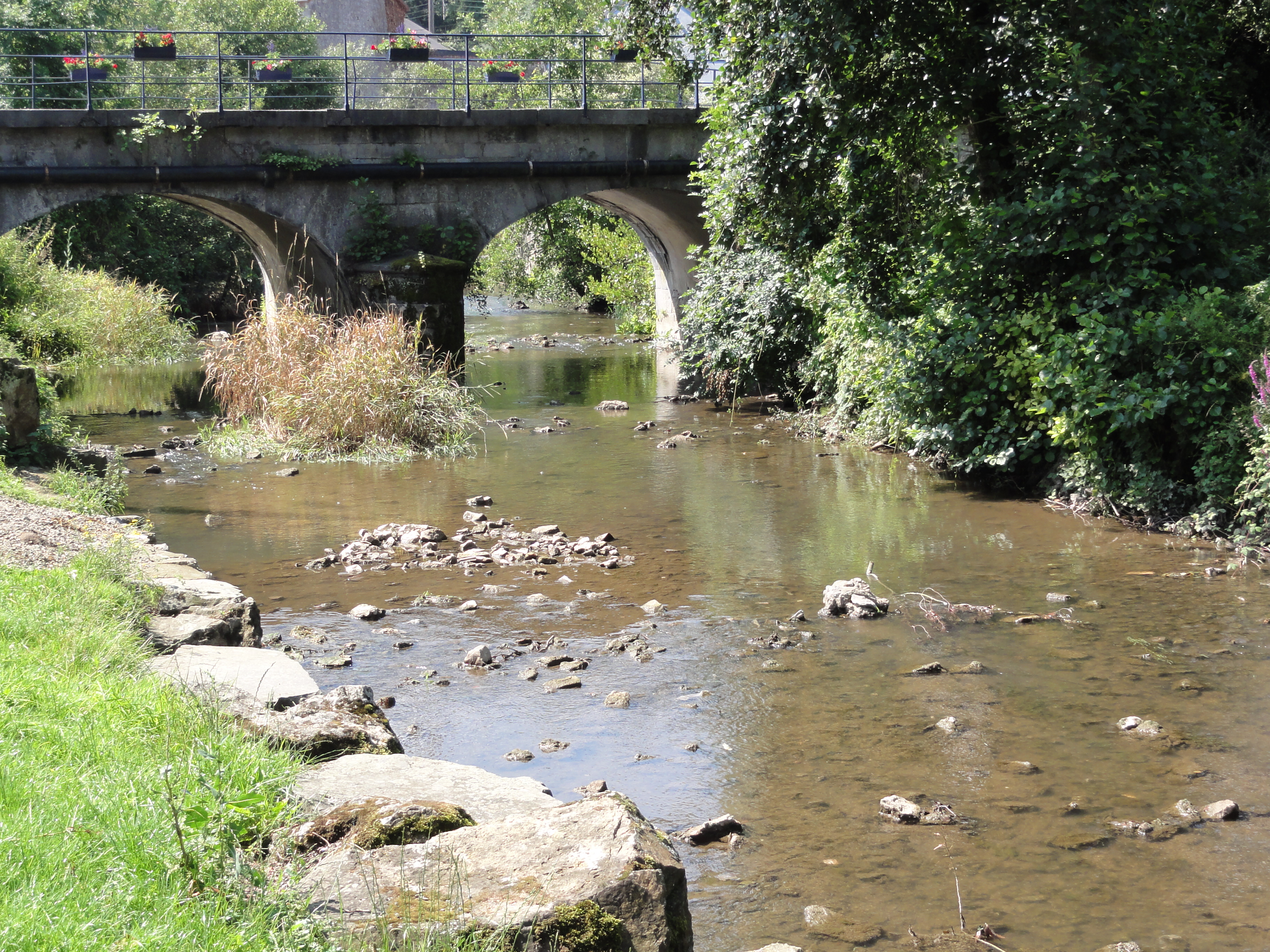
Pont sur le Roc
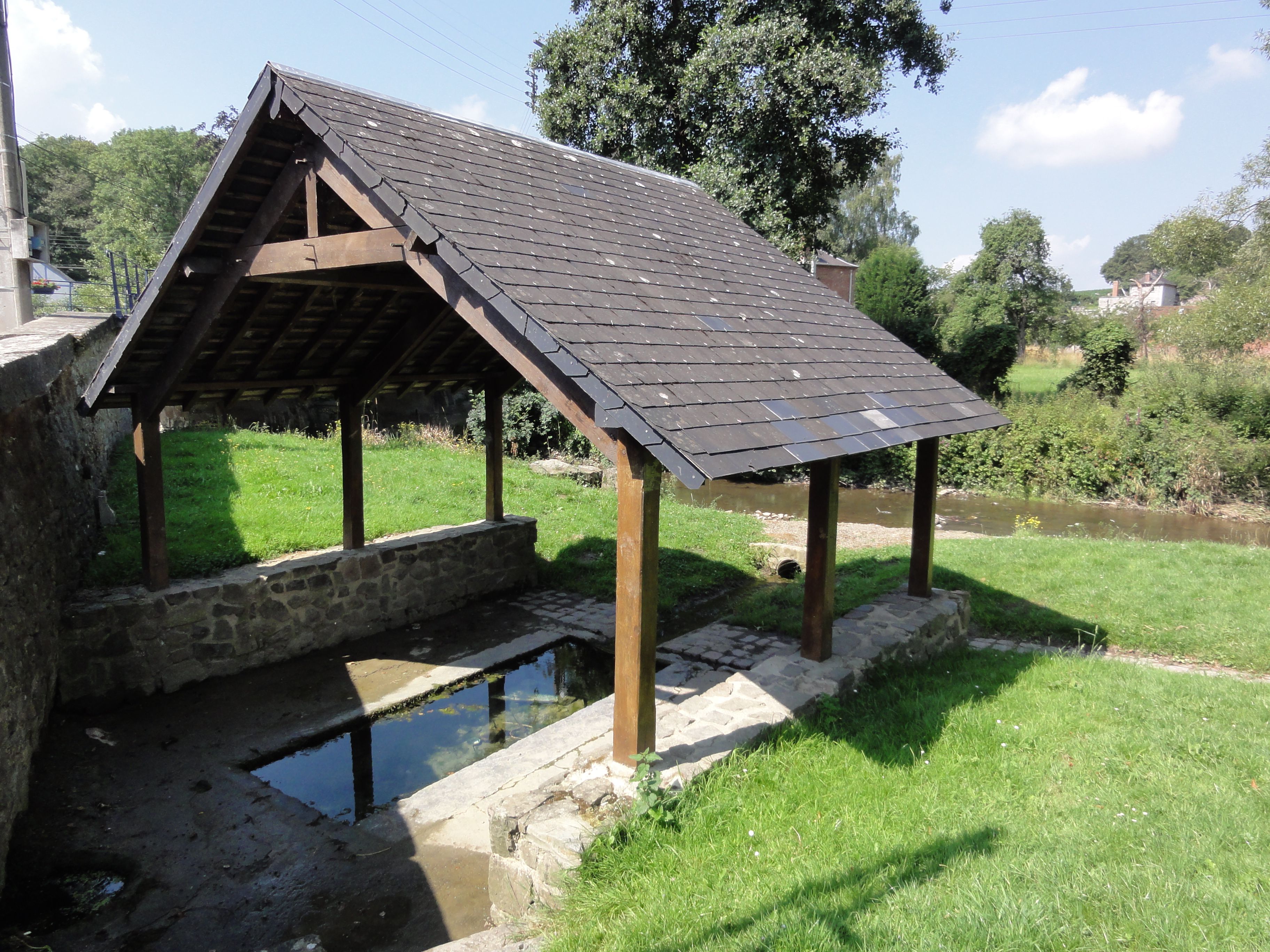
Lavoir

- Deux curiosités :
  - une maison située en France mais dont l'entrée (un ponton qui traverse la Thure) est en Belgique, à Bersillies-l'Abbaye.
  - une fontaine dite pétrifiante car sa contenance élevée en carbonate de calcium a la faculté de recouvrir en quelques jours (suivant la matière, de plusieurs heures à plusieurs jours)  les objets et leur donner ainsi l'apparence d'une pierre.
- Plusieurs chapelles et niches à travers la commune.

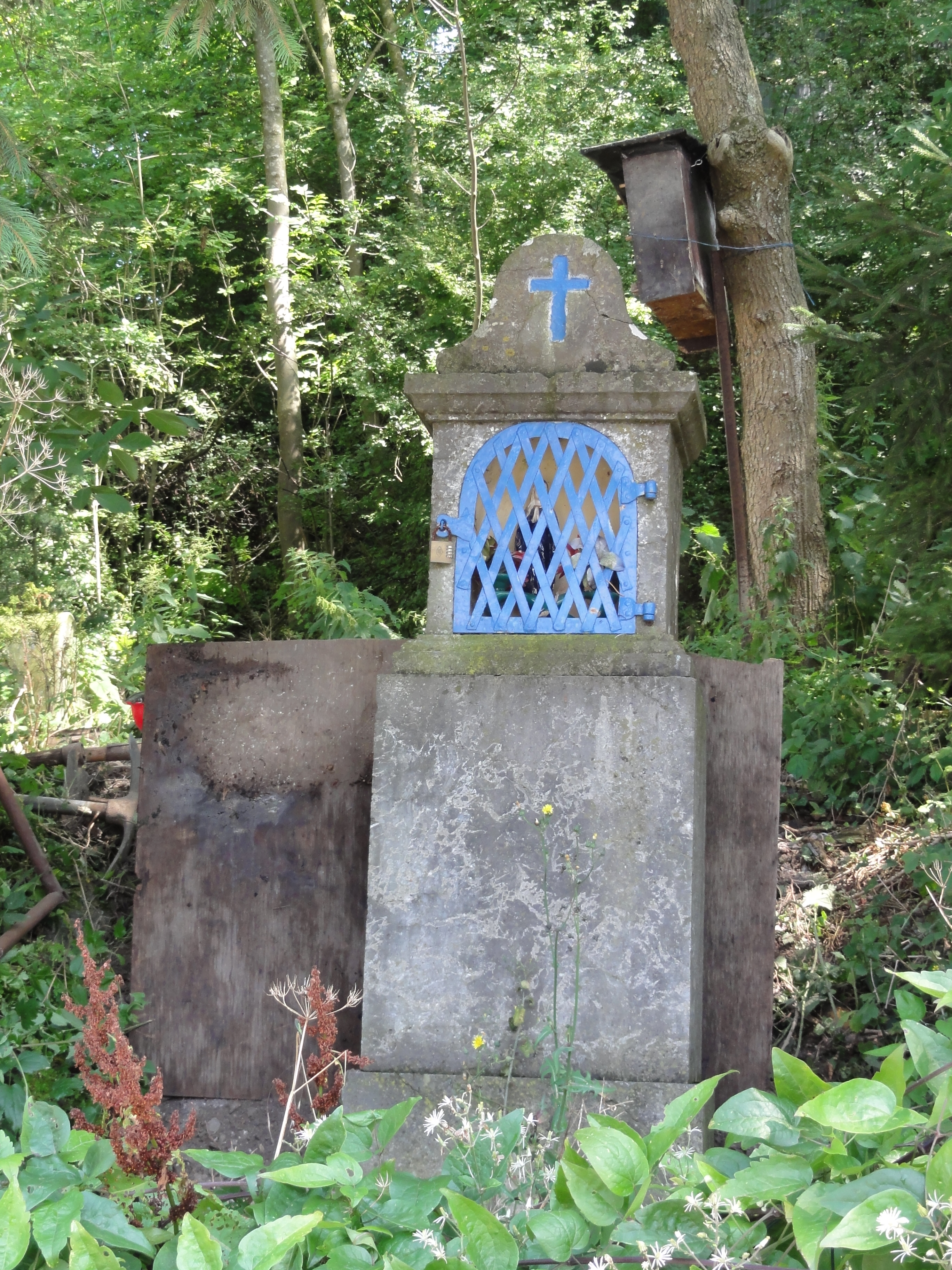
Chapelle bleue
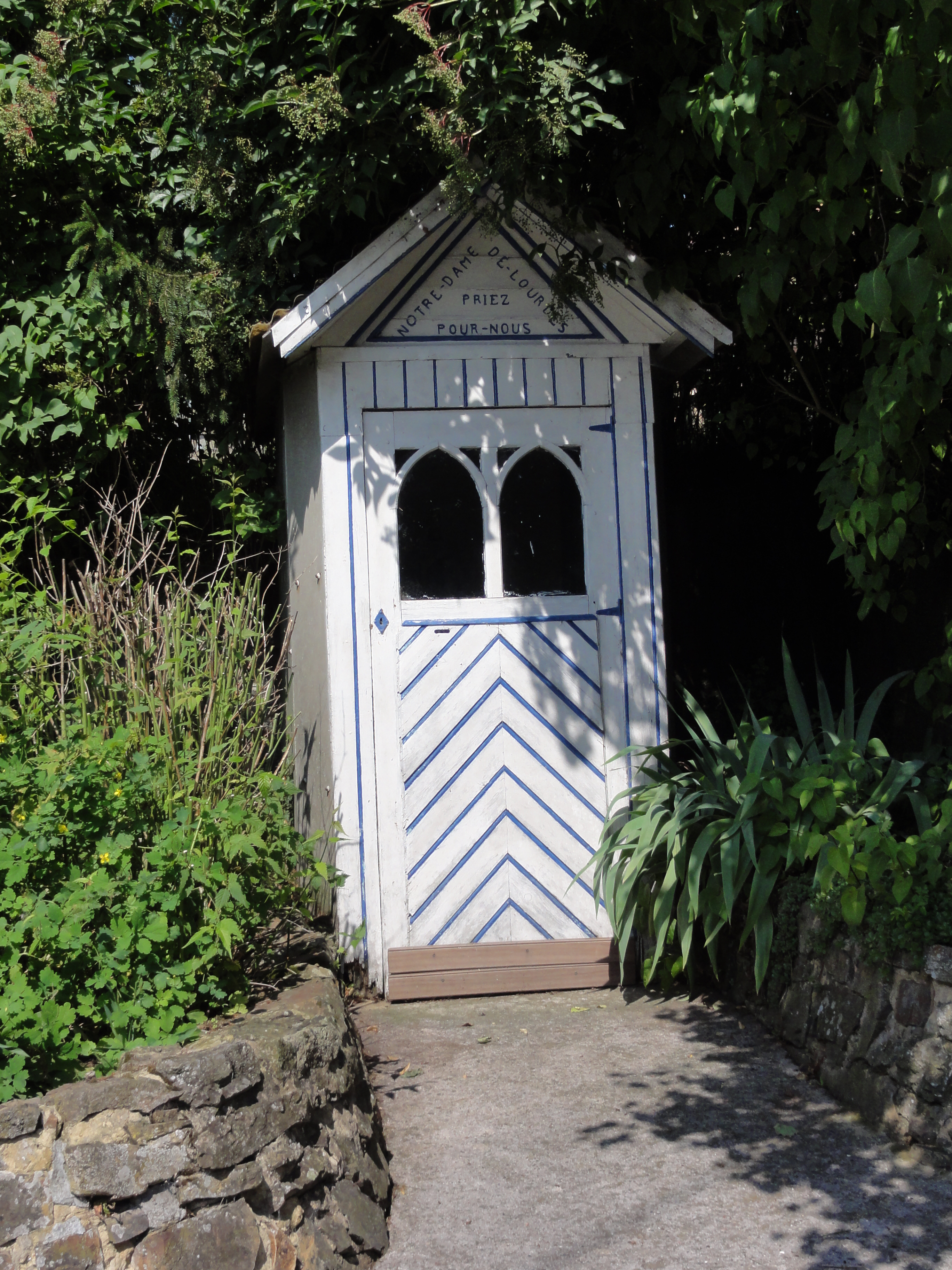
Chapelle Notre-Dame de Lourdes
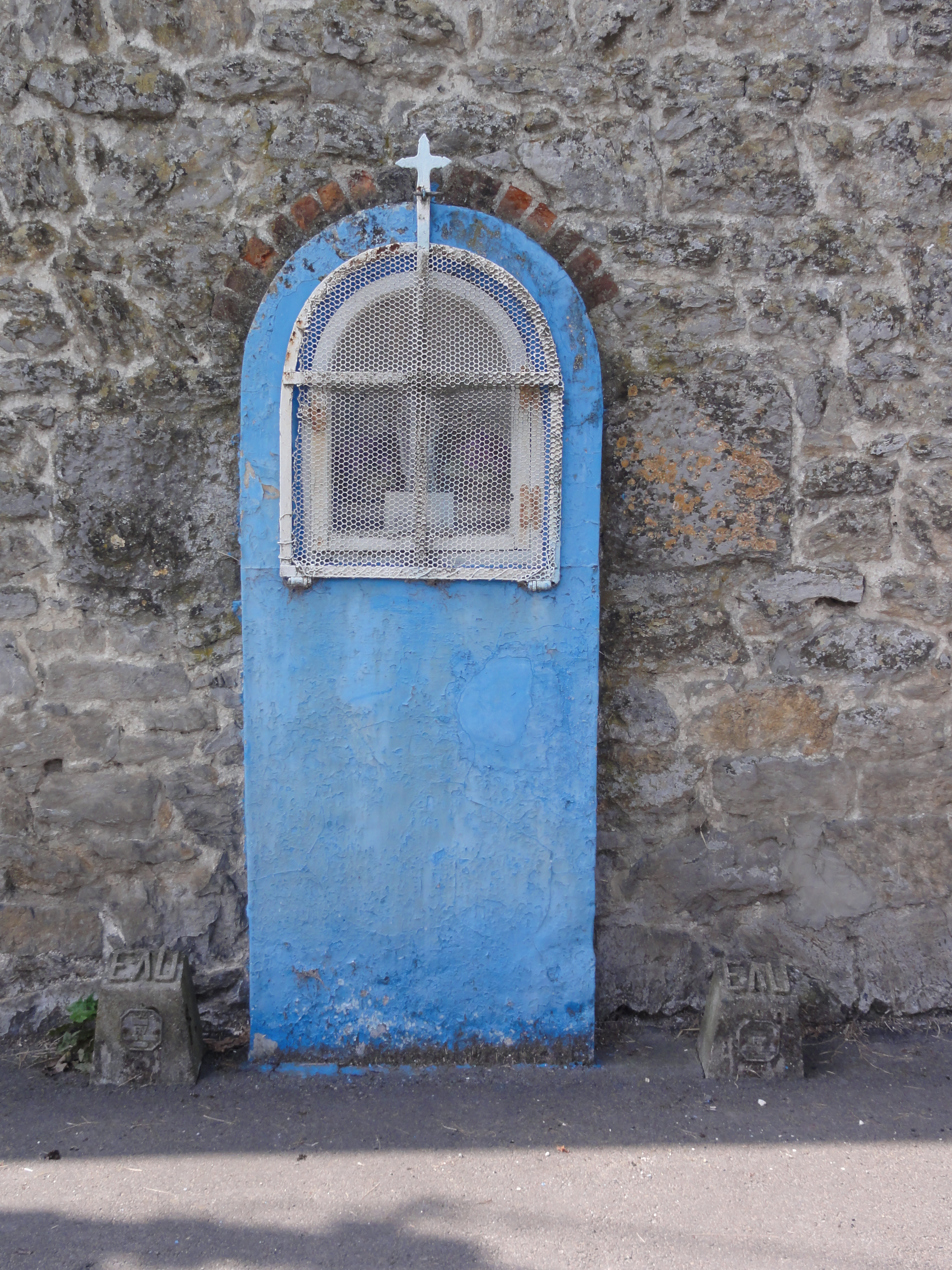
Chapelle rue de Sartiau
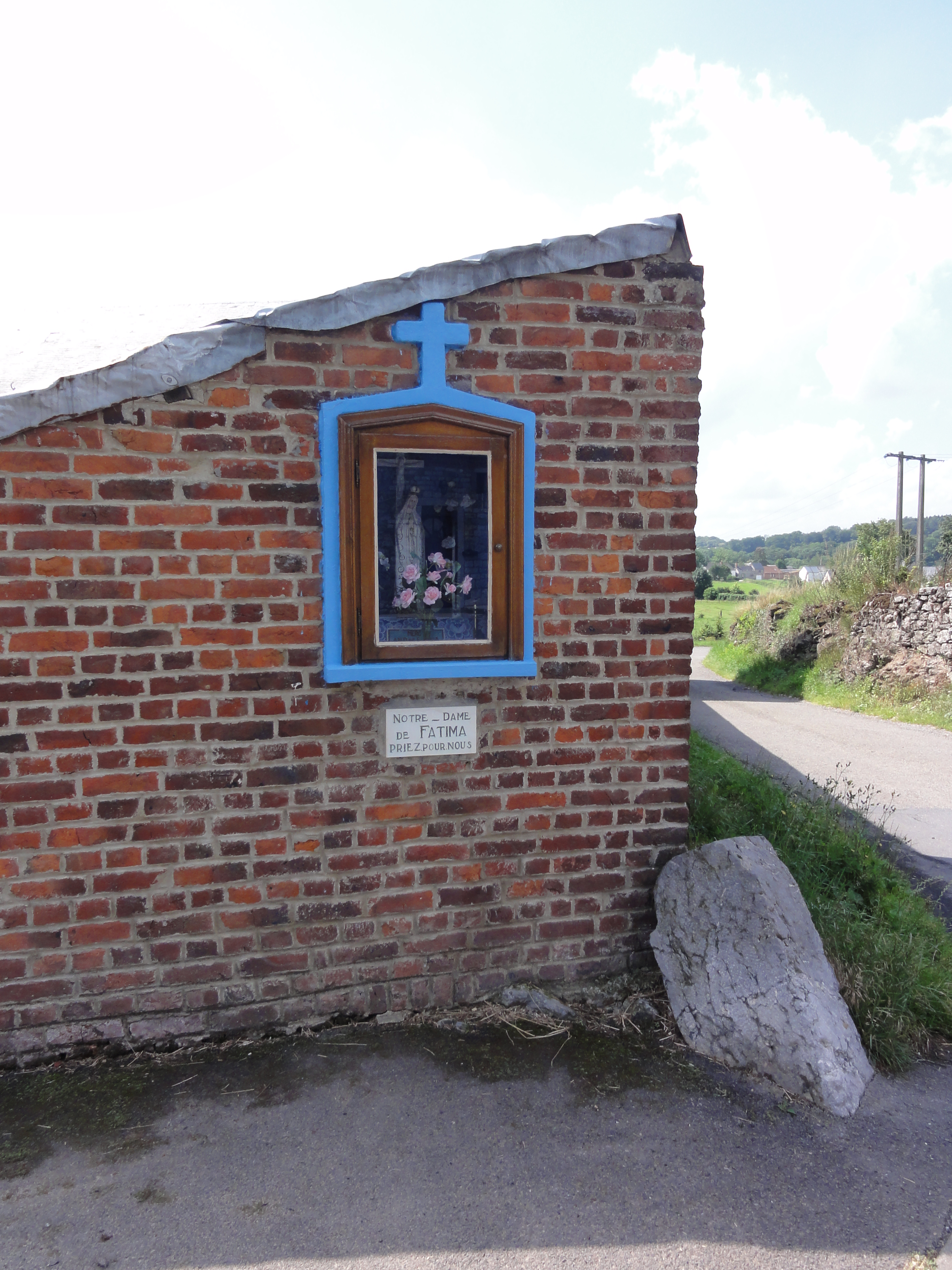
Niche N.D. de Fatima, rue de Sartiau
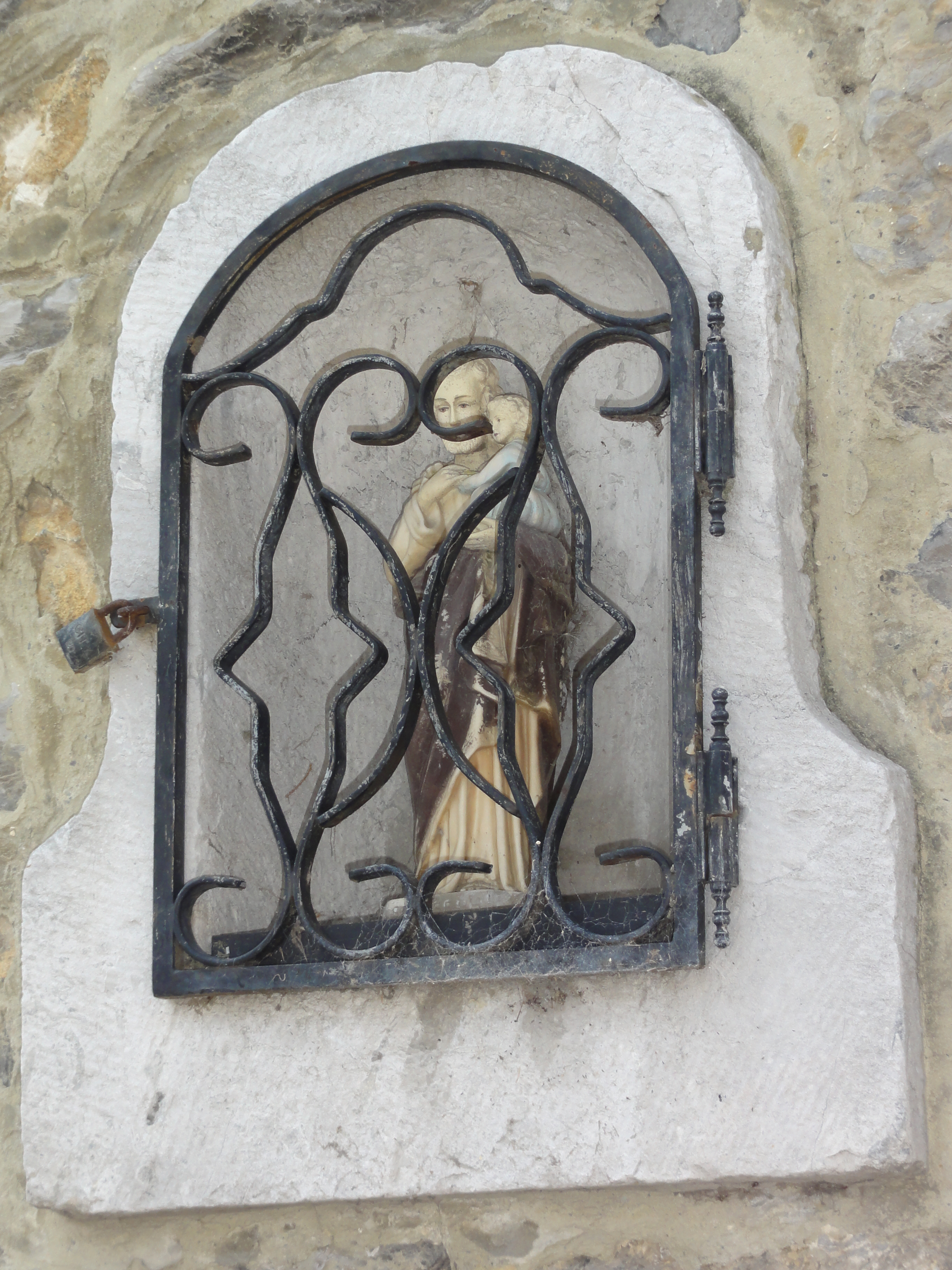
Niche St.Antoine de Padoue
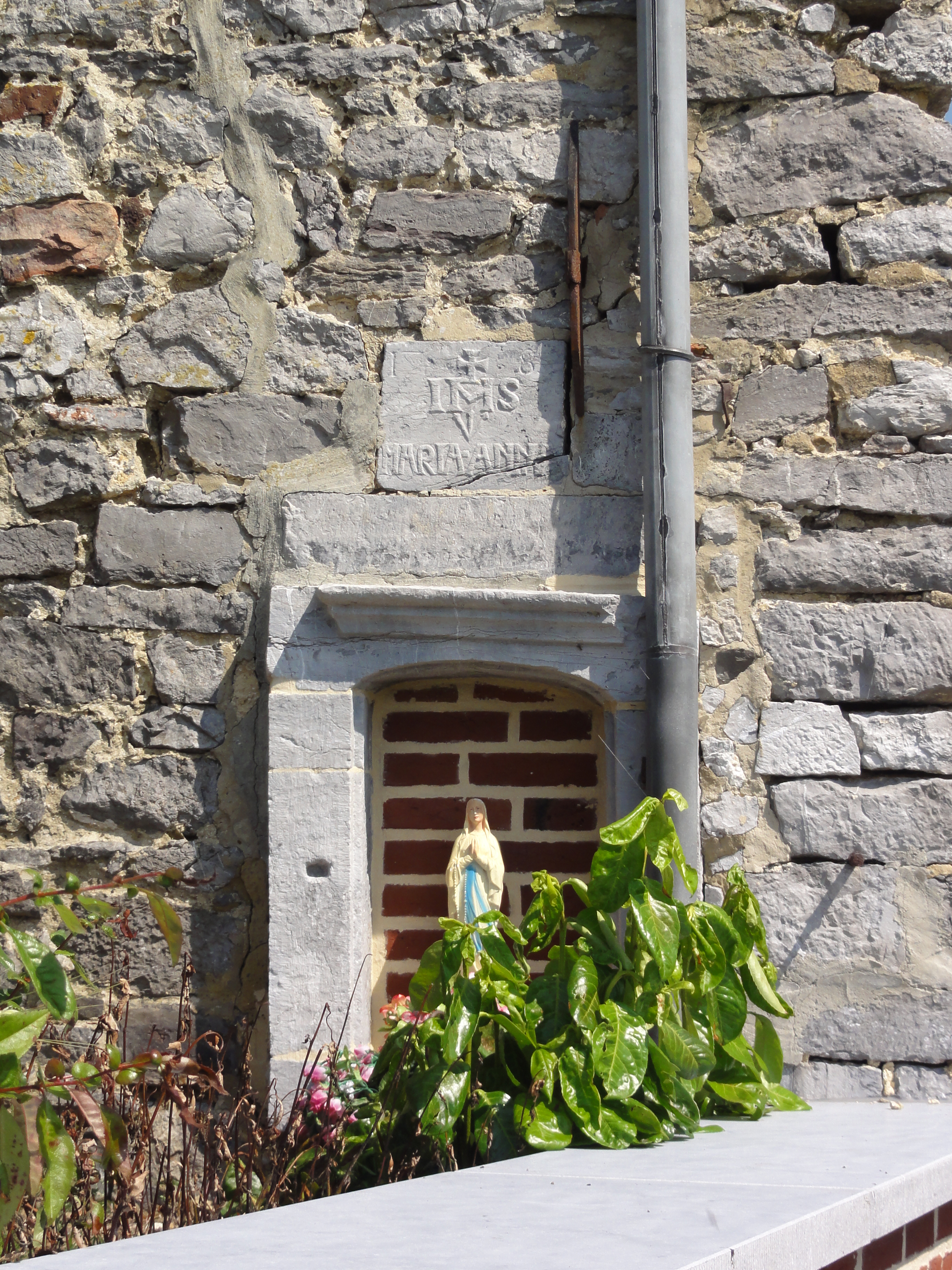
Chapelle Maria-Anna à Landignies
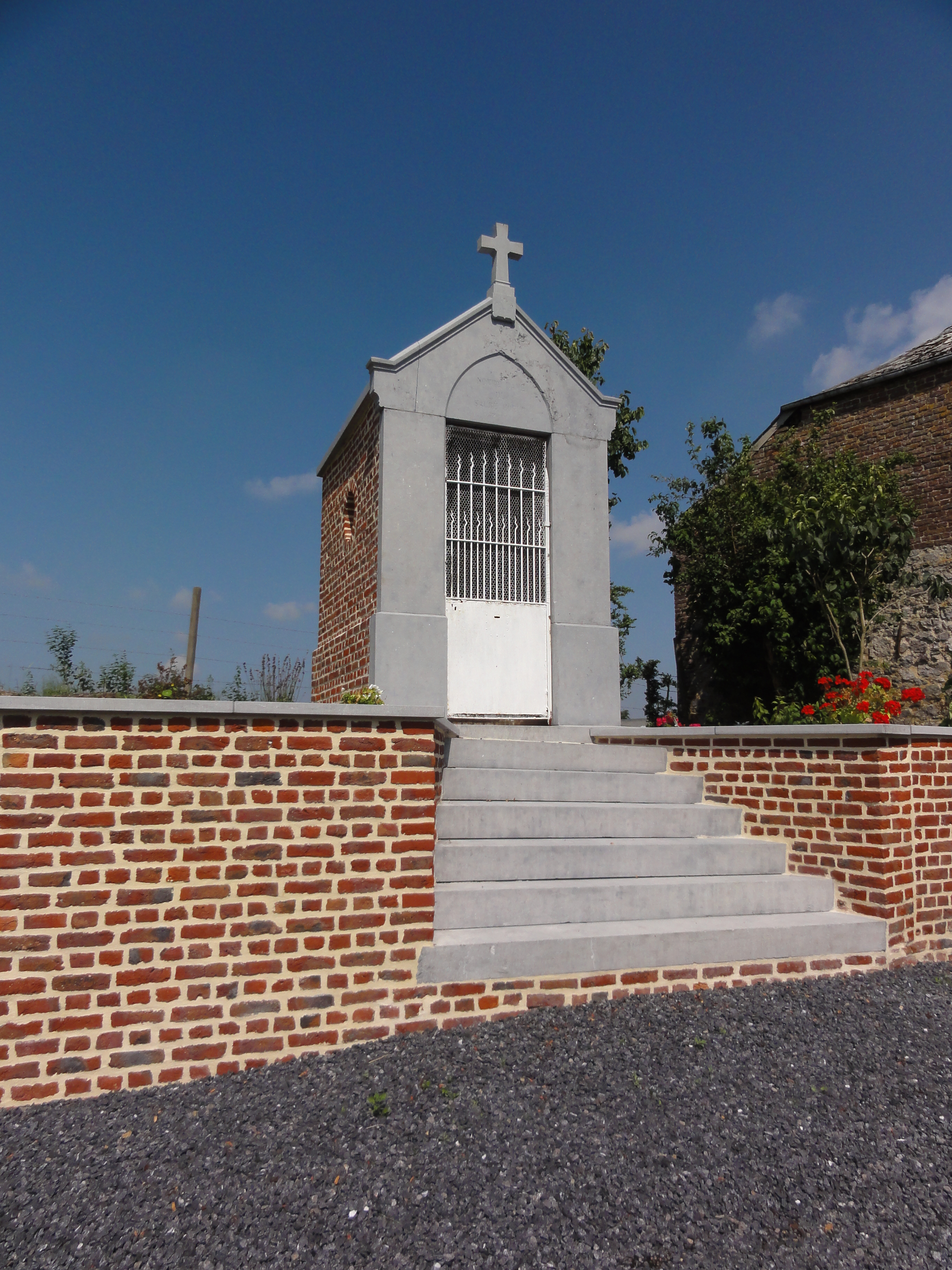
Chapelle N.D. du Sacré-Cœur à Landignies

### Personnalité liée à la commune
- Un roman a pour cadre Bousignies-sur-Roc : Le Bourreau de Maubeuge d'Orlando de Rudder.

### Héraldique
| Blason de Bousignies-sur-Roc | Blason  | D'or à trois chevrons de sable.                  |
| Blason de Bousignies-sur-Roc | Détails | Le statut officiel du blason reste à déterminer. |

Ces armes étaient celles des comtes de Hainaut jusqu'à ce qu'en 1191 leur comté fut réuni au comté de Flandre par le mariage de Baudouin V de Hainaut avec Marguerite d'Alsace, qui devient comtesse de Flandre à la mort de son père.

## Pour approfondir